# Panagbenga
La Panagbenga (AFI: [panagbɯ'ŋa]) es un festival de flores que dura un mes en Baguio en Filipinas. Panagbenga es una palabra cancanaí que significa "estación de floreciente." El festival, que se celebre durante el mes de febrero, fue creado como tributo a las flores de la ciudad y para sobreponerse al terremoto de 1990. La gente baila en la calle vistiendo en trajes inspirados por flores.